# Damian John Harper
Damian John Harper, né en 1978 à Boulder (Colorado), est un scénariste et réalisateur américain, également monteur.

## Biographie
Après avoir étudié l'anthropologie, Damian John Harper travaille pendant un an comme ethnologue chez les Zapotèques dans l'Oaxaca. En 2012, il termine ses études à l'Université de la télévision et du cinéma à Munich (Allemagne) (Hochschule für Fernsehen und Film München) en Allemagne où il réalise un court métrage de fiction, Teardrop, filmé en cinq plans-séquences. Ce film est présenté dans quelque cinquante compétitions internationales à travers le monde et remporte plusieurs prix.
En 2013, il écrit le scénario de Los Ángeles, son premier long métrage, présenté en première mondiale à la 64e Berlinale.

## Filmographie
Scénario et réalisation
- 2008 : Mania (court métrage)
- 2009 : Mother of Exiles (documentaire)
- 2011 : Teardrop (court métrage)
- 2014 : Los Ángeles
- 2018 : Au milieu de la rivière